# James W. Horne
James Wesley Horne, född 14 december 1881 i San Francisco, död 29 juni 1942 i Los Angeles, var en amerikansk regissör, manusförfattare och skådespelare.

## Biografi
Horne dök upp inom filmbranschen redan i stumfilmens tidiga dagar. En av hans första filmer som regissör var filmen The Girl Detective som kom ut 1915.
Han är mest känd för sitt samarbete med komikerduon Helan och Halvan, som han var regissör för i filmer som kortfilmen Affär är affär från 1929 och långfilmen Vi reser västerut från 1937, varav den sistnämnda han även agerade manusförfattare i.
Horne avled av en hjärnblödning 1942. Han efterlämnade hustrun Cleo Ridgley och deras två barn.

## Filmografi (i urval)
- 1927 – Rodd, hopp och kärlek
- 1929 – Affär är affär
- 1931 – Klubbmiddag
- 1931 – Helan och Halvans förflutna
- 1931 – Störd husfrid
- 1931 – Bröllopsdagen
- 1931 – Objudna gäster
- 1931 – Helan och Halvan som dörrknackare
- 1931 – Alla tiders hjältar (även skådespelare)
- 1932 – Två käcka sjömän
- 1935 – Kavata kumpaner
- 1935 – I kronans kläder (även manus)
- 1936 – Zigenarflickan (även manus)
- 1937 – Vi reser västerut (även manus)[8]